# Филантропия
Филантро́пия (от греч. φίλος друг, «любить» и греч. ἄνθρωπος, «человек», «человеколюбие») — благотворительность, форма альтруизма, которая состоит из «частных инициатив для общественного блага, направленных на улучшение качества жизни». Филантро́п — человек, занимающийся благотворительностью.
Филантропия отличается от бизнес-инициатив, которые представляют собой частные инициативы для частной выгоды, ориентированные на материальную выгоду, а также от государственных начинаний, являющихся общественными инициативами на благо общества, например, направленных на предоставление общественных услуг.
Филантроп иногда противопоставляется мизантропу. Порой филантропы предпочитают оставаться анонимными (к примеру, Pineapple Fund).

## Этимология
Понятие «филантропия» в переводе с греческого языка означает любовь к людям. В V веке до нашей эры оно означало божественную благосклонность, а в IV веке нашей эры — доброжелательное отношение к человеку. На современном этапе понятие «филантропия» стало активно употребляться во Франции, откуда и было заимствовано в нашу речь.
Слово «филантропия» впервые появилось в трагедии Эсхила «Прометей Прикованный» для обозначения божественной помощи людям.

## Пословицы и афоризмы о филантропии
- Чистая филантропия очень хороша, но филантропия плюс пять процентов годовых — ещё лучше (Сесил Родс).

## Проблемы и критика

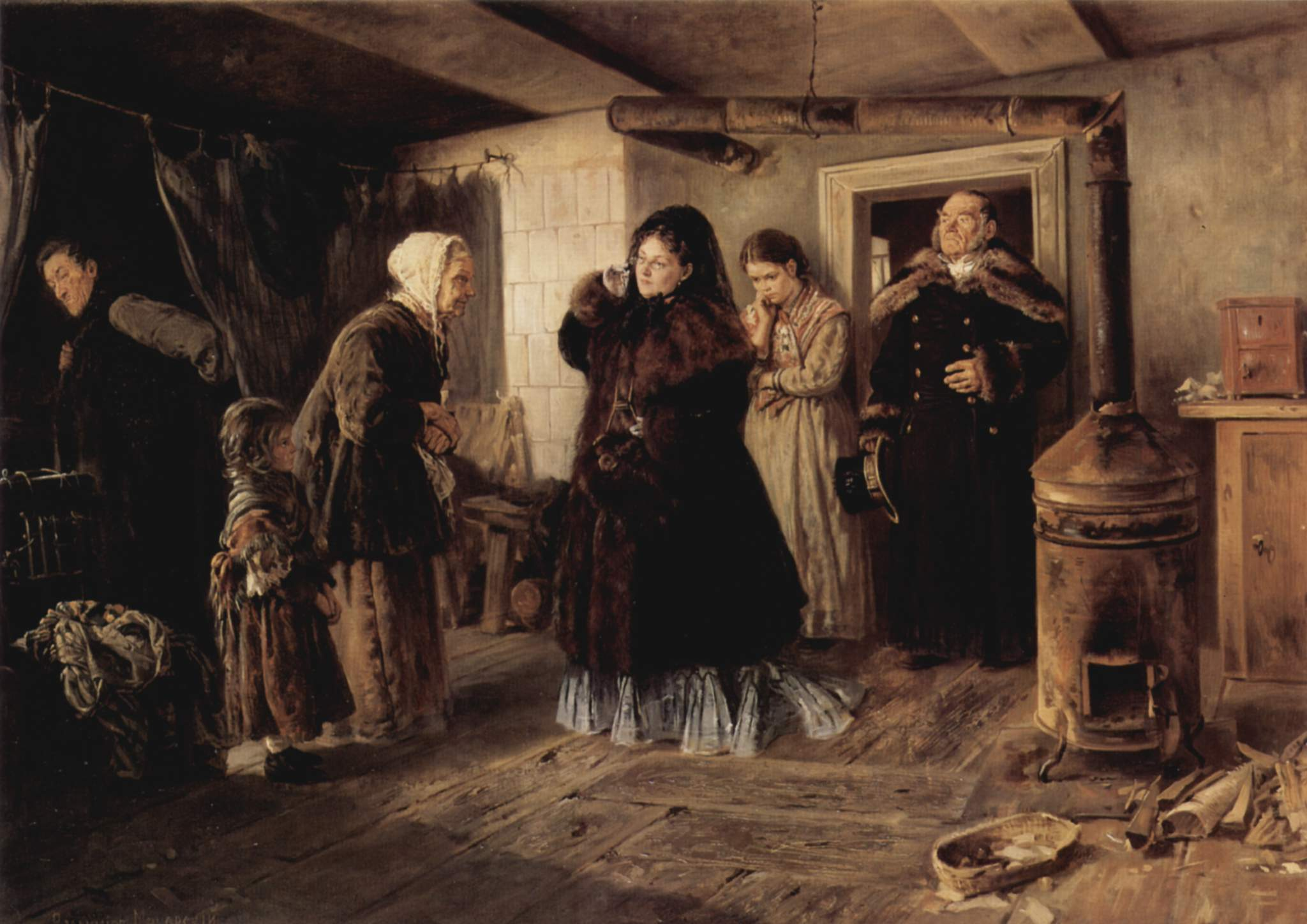
В. Е. Маковский «Посещение бедных» (1874 год).

Порой благотворительная деятельность носит лишь показной характер для прикрытия нечестных путей, которыми человек добыл своё состояние (уход от налогов, криминал). И хотя человек действительно демонстративно что-то жертвует на общественное благо, это значительно ниже, чем он должен обществу согласно закону.
Порой люди, занимающиеся показной благотворительностью, начинают вести себя чересчур высокомерно, считая, что купили у общества это право. И хотя они дают другим деньги, но в то же время унижают их морально.
Оскар Уайлд, «Портрет Дориана Грея»:

Филантропы, увлекаясь благотворительностью, теряют всякое человеколюбие. Это их отличительная черта.